# Ильинский, Алексей Михайлович
Алексей Михайлович Ильинский (8 ноября 1918, Петроград — 15 января 2013, Москва) — цыганский, российский писатель, спортсмен, подполковник в отставке.

## Биография
Представитель русских цыган Ильинских, ведущих начало от основателя рода — Ильи. Этот род славился музыкантами, хористами, гитаристами. Его отец, Михаил Алексеевич Ильинский, вначале зарабатывал на торговле лошадьми, барышничал. В 1931 году отец, Михаил Ильинский, оказался в гуще событий при зарождении театра «Ромэн», в составе первой труппы театра играл роль Отца в спектакле «Кровавая свадьба», писал рассказы.
Спасаясь от голода, семья бежала из Петрограда, позже обосновавшись в Москве. Учился в первом цыганском классе, созданном для цыганских детей в школе на Таганке.
По окончании школы по инициативе отца продолжил учёбу в военном артиллерийском училище г. Ярославля. Стал спортсменом-разрядником по боксу и лыжам, занимал первое место в Ярославле по боксу в своей весовой категории. В 1936 году, после окончания училища, молодой офицер и спортсмен был направлен на Дальний Восток, где занимался физической подготовкой лётчиков авиационного полка Уссурийского края. Был призёром первенства Москвы по боксу.
Участник Великой Отечественной войны. С 1941 под Москвой. Занимался физической и боевой подготовкой бойцов, разведчиков и диверсантов, которые отправлялись на задания на территорию, занятую немецкими войсками. С 1943 года А. М. Ильинский служил в Куйбышевское военном артиллерийское училище на должности заведующего кафедрой военной подготовки. После войны офицер Ильинский служил в Москве, Калуге, Вышнем Волочке, Польше и Германии. В 1954 году — офицером штаба боевой подготовки 1-й гвардейской танковой армии, входившей в состав Группы советских войск в Германии. В звании подполковника в 1962 году был уволен в запас.
Работал в гражданских организациях Москвы, в горвоенкомате, затем в течение 20 лет руководителем в одном из таксомоторных парков.
Похоронен на Калитниковском кладбище.

## Творчество
Всю жизнь собирал материалы о цыганской истории, нынешнем положении этноса в России и за рубежом, пытался дать общий очерк истории своего народа, начиная с исхода из Индии.
В 2006 году вышла его книга «Цыгане. Триста лет в России: Очерки, воспоминания, цыганско-русский словарь», ставшая большим шагом в российском цыгановедении.

## Награды
Награжден 17-ю орденами и медалями, в том числе, орденами Красной Звезды и Красного Знамени.